# Десант біля Бердянська
Десант біля Бердянська — тактичний десант, здійснений силами Азовської військової флотилії в перебігу радянської Донбаської операції 1943 року.

## Перебіг боїв
В часі наступу підрозділів радянського Південного фронту вздовж узбережжя Азовського моря частини Азовської флотилії здійснювали допомогу приморському флангу наступаючих сил, висаджуючи морські десанти та дезорганізуючи шляхи німецького наступу, при цьому зривали спроби щільної оборони на узбережних пунктах.
Згідно з рішенням командувача фронту командир Азовської флотилії контр-адмірал Сергій Горшков наказує висадити десант біля міста Осипенко — задля запобігання відходу нацистських сил ґрунтовою дорогою Осипенко — Ногайськ, перейняття контролю над портом Осипенко. В подальшому сили десанту мали утримувати порт до прибуття підрозділів 28-ї армії.
17 серпня 1943 року вранці між 3-ю та 5-ю годинами відбувалося десантування — частини 384-го окремого батальйону морської піхоти Азовської військової флотилії та 1-го гвардійського укріпрайону 28-ї армії — загалом 660 бійців (капітан Антон Михайлович Самарін). У цьому ж часі висаджуються допоміжний — до 100 бійців та демонстративний десанти — 40, біля Урзуфа — 30 розвідників морської піхоти, котрі після проведення розвідки були забрані бронекатером. Демонстративний загін мав висадитися на Бердянській косі та зайняти Нижньобердянський маяк.
На березі десантники потрапили на мінне поле, 1 боєць загинув, 7 було поранено. Після висадження в районі сіл Лиски — Луначарське та подальшому просуванні противника не було виявлено, після здійснення розвідки встановили, що німецькі сили вже покинули порт та місто Осипенко. Близько 7-ї ранку до міста підійшли розвідувальні частини зі складу 28-ї армії.
У інших джерелах зазначається, що десантники мали бій в місті з нацистськими частинами, котрі прикривали відхід основних сил, котрі швидко полишили місце бою; даних про полонених та трофеї нема в одних джерелах; в інших зазначалося про 11 полонених.
Здійснення десантування в місце, де вже не було сил противника було наслідком незадовільної організації розвідки керівництвом 28-ї армії. Німецьке керівництво здійснило добре сплановану операцію по відведенню сил з міста, котре відбулося організовано та без втрат.